# Bang Dae-du
Bang Dae-du (kor. 방 대두; ur. 14 października 1954 w Gyeongsan) – południowokoreański zapaśnik w stylu klasycznym. Brązowy medalista olimpijski z Los Angeles 1984 w kategorii 52 kg.
Brązowy medalista mistrzostw świata w 1982 i igrzysk azjatyckich w 1974. Trzeci na uniwersjadzie w 1981 roku.